# Saint-Ciers-du-Taillon
Saint-Ciers-du-Taillon é uma comuna francesa na região administrativa da Nova Aquitânia, no departamento de Charente-Maritime. Estende-se por uma área de 22,1 km². Em 2010 a comuna tinha 560 habitantes (densidade: 25,3 hab./km²).